# Kirchenprovinz Chieti-Vasto
Die Kirchenprovinz Chieti-Vasto ist eine der vier Kirchenprovinzen der Kirchenregion Abruzzen-Molise der römisch-katholischen Kirche in Italien. 

## Gliederung
Folgende Bistümer gehören zur Kirchenprovinz:
- Metropolitanbistum: Erzbistum Chieti-Vasto
  - Suffraganbistum: Erzbistum Lanciano-Ortona